# Алжирские соглашения (1981)
Алжирские соглашения были подписаны 19 января 1981 года между США и Ираном при посредничестве алжирского правительства. Соглашения разрешили кризис с американскими заложниками, захваченными 4 ноября 1979 года при штурме посольства США в Тегеране вооруженными студентами. В результате соглашения все заложники были освобождены.
Среди основополагающих пунктов соглашения следует выделить:
- США не будут вмешиваться во внутренние дела Ирана;
- США разморозят банковские счета Ирана и снимут торговые санкции;
- обе стороны согласились на создание арбитражного искового трибунала для разрешения конфликтов;
- Иран обязался выплачивать внешний долг перед США.